# Кеннет Айверсон
Кеннет Юджин Айверсон (англ. Kenneth Eugene Iverson; нар.17 грудня 1920 — пом.19 жовтня 2004)  — канадський науковець в галузі теоретичної інформатики відомий своїми дослідженнями та вагомими внесками у розробку мов програмування. Нагороджений премією Тюрінга 1979 року за розробку мови програмування APL.

## Деякі праці

### Статті
- Iverson, Kenneth E. (1962). A programming language (PDF). Proceedings of the May 1-3, 1962, spring joint computer conference. ACM: 345—351. (англ.)

### Книги
- Iverson, Kenneth E. (1966). Elementary Functions: An Algorithmic Treatment. Science Research Associates. ISBN 978-1114292840. (англ.)
- Iverson, Kenneth E. (1976). Elementary Analysis. Renaissance Data Systems. ISBN 978-0917326011. (англ.)
- Iverson, Kenneth E. (1977). Algebra an Algorithmic Treatment. Renaissance Data Systems. ISBN 978-0917326097. (англ.)
- Iverson, Kenneth E. (1962). A Programming Language. John Wiley & Sons Inc. ISBN 978-0471430148. (англ.)

### Інше
- Iverson, Kenneth E. Math for the Layman. Архів оригіналу за 15 липня 2016. Процитовано 27 травня 2016. (англ.)
- Iverson, Kenneth E. (1999). Computers and Mathematical Notation. Архів оригіналу за 31 січня 2015. Процитовано 27 травня 2016. (англ.)